# Tomáš Vokrouhlík
Tomáš Vokrouhlík (* 26. dubna 1981 Tábor) je český cyklista jezdící na horském a silničním kole. V současnosti závodí za tým BMC SAVO Racing Team. Od roku 1997 jezdil za tým CK Hradec Králové, v 17 letech přestoupil do stáje CHP Sport Hradec Králové. Tam také potkal svého současného etapového spolujezdce Martina Horáka.

## Cyklistické stáje
- 2000 Rubena Fort
- 2001 – 2004 Rubena Merida
- 2005 – 2006 Česká spořitelna MTB
- 2007 Michelin Specialized Team
- 2008 – 2010 Factor Bike Team
- 2011 – nyní BMC SAVO Racing Team

## Úspěchy v kategorii junior
- 1999 Mistr České republiky (MTB – cross country)
- 1999 celkový vítěz Českého poháru (MTB – cross country)
- 1999 bronzový na Světovém poháru v St. Wendel (MTB – cross country)

## Úspěchy v kategorii elite
- 2002 bronzový na Mistrovství Evropy v kategorii štafety (MTB – cross country)
- 2002 a 2003 Mistr České republiky (MTB – cross country)
- 2006 celkový vítěz Českého poháru (MTB – cross country)
- 2007 druhé místo na Mistrovství České republiky (silniční cyklistika)

## Etapové závody
- 2011 třetí místo celkově na Brasil Ride (etapový závod dvojic)
- 2011 první místo v etapě na Brasil Ride (etapový závod dvojic)
- 2011 třetí místo celkově na Andalucia Bike Race (etapový závod dvojic)
- 2012 třetí místo celkově na Milenio Titan desert (etapový závod jednotlivců)
- 2012 první místo v etapě na Milenio Titan desert (etapový závod jednotlivců)
- 2011 první místo celkově na Sudety MTB Challenge (etapový závod dvojic)
- 2012 první místo celkově na Sudety MTB Challenge (etapový závod dvojic)
- 2012 druhé místo celkově na Brasil Ride (etapový závod dvojic)